# Jimena Ugarte
Jimena Ugarte (Chile, 1949) es una arquitecta precursora en la ejecución de proyectos y normativas de base bioclimática y sostenible para regiones tropicales. Cofundadora del Instituto de Arquitectura Tropical en Costa Rica, donde promueve una arquitectura bioclimática, sostenible y adaptada al trópico. Directora Adjunta del IAT, lideró proyectos como San José Posible y la norma RESET. Desde Stagno Studio impulsa un diseño responsable y respetuoso con el entorno.

## Biografía
Jimena Ugarte nació en Chile en 1949. Inició su formación como diseñadora industrial en la Universidad Católica, donde conoció al arquitecto Bruno Stagno, ya titulado en ese momento. Sin embargo, su trayectoria académica se vio interrumpida dos años y medio después, cuando, con apenas 19 años, se trasladó a París junto a Stagno. Tras permanecer cuatro años en Francia y ya casados, la pareja decidió regresar a Chile, desde donde proyectaron un nuevo rumbo. En 1973, emigraron nuevamente, esta vez con sus hijos, hacia Costa Rica, país en el que Bruno Stagno iniciaría una nueva etapa profesional.

## Trayectoria
Una vez establecidos en Costa Rica reconocieron el valor de la arquitectura tradicional del trópico, y en particular de las fincas bananeras, diseñadas para favorecer los flujos de aire; una arquitectura olvidada durante el siglo XX. Con el objetivo de recuperar las características de este tipo de edificios Ugarte y Stagno fundaron en el año 1994 el Instituto de Arquitectura Tropical -IAT-. El instituto es una asociación sin fines de lucro en el cual Jimena Ugarte ocupa, desde un primer momento hasta la actualidad, el rol de directora adjunta. Ella para sentirse digna del cargo que ocupa obtuvo el título de arquitecta en la Universidad del Diseño en Costa Rica y en la Universidad Creativa, habiendo iniciado el cursado cuando sus hijos entraron a la Universidad.

## Obras
Como directora adjunta del IAT encabezó junto al arquitecto Stagno el proyecto San José Posible (2004-2006), un plan de renovación urbana diseñado para atraer a desarrolladores y que procuró recuperar la habitabilidad de la capital de costarricense. Posteriormente, en el año 2014 un equipo del IAT liderado por Jimena Ugarte presentó la norma RESET: Requisitos para Edificaciones Sostenibles en el Trópico, una norma equivalente a las certificaciones LEED ajustada a los condicionantes del trópico. El RESET está en aplicación y disponible gratuitamente para quienes la necesiten.
A la par de su labor en el IAT Jimena Ugarte trabaja en Stagno Studio y Asociados, una oficina que busca recuperar en la práctica privada la arquitectura responsable con el ambiente y adaptada al trópico, ahorradora de energía y promoviendo el diseño de «edificios pasivos» y sustentables.